# Tzzzzzzzt
Tzzzzzzzt es el segundo álbum de estudio de la banda chilena Supersordo. Fue publicado en 1995 por Inferno Records y muestra un sonido más maduro que su predecesor, con canciones más elaboradas y letras cada vez más crípticas.

## Grabación
Tras la expulsión de Jorge Cortés de la banda, la posición de baterista fue ocupada por Sebastián Levine, quien ya había formado parte de Electrodomésticos y Pinochet Boys. Junto a Levine, Supersordo grabó los temas "21" y "El Niño Azul" en el estudio El Rancho, con la idea de lanzar un split con Fiskales Ad-Hok. Sin embargo, esto no llegaría a concretarse, y los temas fueron guardados para lo que sería Tzzzzzzzt.
Tras cuatro meses de ausencia, Cortés volvió a la banda, y así, con su formación original, Supersordo entró a los estudios REC a registrar el material que formaría Tzzzzzzzt. Sobre el retorno de Cortés, Claudio Fernández refirió en una ocasión: "Es como las peleas con las pololas, se hablan las cosas y uno siempre vuelve".

## Lista de canciones
| N.º | Título                | Duración |  |
| 1.  | «21»                  | 4:14     |  |
| 2.  | «Entre Resortes»      | 5:14     |  |
| 3.  | «El Peso del Pasado»  | 4:21     |  |
| 4.  | «El Hombre Zanahoria» | 4:21     |  |
| 5.  | «Historia de Chile»   | 0:40     |  |
| 6.  | «Toca el Sol»         | 6:17     |  |
| 7.  | «Pf»                  | 5:59     |  |
| 8.  | «El Niño Azul»        | 5:16     |  |

## Créditos
| Banda - Claudio Fernández – voces - Rodrigo "Katafú" Rozas – guitarras - Miguel Ángel "Comegato" Montenegro – bajo - Jorge Cortés – batería (pistas 2–7) Músicos invitados - Sebastián Levine – batería (pistas 1 y 8) | Producción - José Luis Corral – grabación, producción, mezcla - Jorge Esteban – grabación, producción (pistas 1 y 8) - Jaime Valbuena – masterización - Supersordo – diseño - Vicente Vargas – diseño - Vanchy Razmilic – diseño |